# Tranquilino Garcete
Tranquilino Garcete (né le 9 janvier 1907 à Asuncion et mort le 1er novembre 2000) était un footballeur international paraguayen, qui jouait au milieu de terrain.

## Biographie
Durant sa carrière de club, il joue dans le championnat du Paraguay au Club Libertad, un des nombreux clubs de la capitale. 
Mais il est surtout connu pour avoir participé à la coupe du monde 1930 en Uruguay, où son pays finit dans le groupe D avec les États-Unis et la Belgique et où les Paraguayens ne finissent qu'à la 2e place du groupe et ne passent pas le 1er tour de la compétition.